# Argıthanı, Ilgın
Argıthanı là một thị trấn thuộc huyện Ilgın, tỉnh Konya, Thổ Nhĩ Kỳ. Dân số thời điểm năm 2011 là 3.322 người.